# Koloa (Vavaʻu)
Koloa ist eine bewohnte Insel in der tonganischen Inselgruppe Vavaʻu.

## Geographie
Koloa liegt südöstlich der Hauptinsel Vavaʻu südlich der Landzunge von Tuanekevale. Zwischen ’Ene’io Beach und der Insel liegt noch das kleine Inselchen Uatoloa. Koloa ist mit einer Fläche von 2,25 km² eine der größeren Inseln des Archipels. Sie hat mehrere Landzungen, die nach Süden ins Meer reichen. An der Nordküste liegen die Siedlungen Holeva und Koloa.

## Klima
Das Klima ist tropisch heiß, wird jedoch von ständig wehenden Winden gemäßigt. Ebenso wie die anderen Inseln der Vavaʻu-Gruppe wird Koloa gelegentlich von Zyklonen heimgesucht.